# Candis Cayne
 (décembre 2017).
Motif : ajouter films + transférer dans tableau (?) Voir Candis Cayne
Pour les articles homonymes, voir Cayne.
Candis Cayne, née le 29 août 1971 à Maui, est une actrice américaine.

## Biographie
Candy Cayne a un frère jumeau nommé Dylan. Elle et son frère grandissent à Maui avec leurs parents qui enseignent à l'école Waldorf. Candis Cayne reçoit son diplôme de l'école de Maui Baldwin High School en 1989 avant de passer un an à Los Angeles, où elle suit une formation de danseuse.

## Carrière et transition
Cady Cayne apparait notamment dans l'épisode 14 de la saison 3 des Experts : Manhattan, où elle tient le rôle d'une danseuse transgenre victime d'un meurtre. Elle a également fait une apparition dans l'épisode 6 de la saison 6 de Nip/Tuck ainsi que dans l'épisode 8 de la saison de 2 de Drop Dead Diva. Elle incarne aujourd'hui une nouvelle version de Ms Hudson dans la série Elementary.

## Militantisme

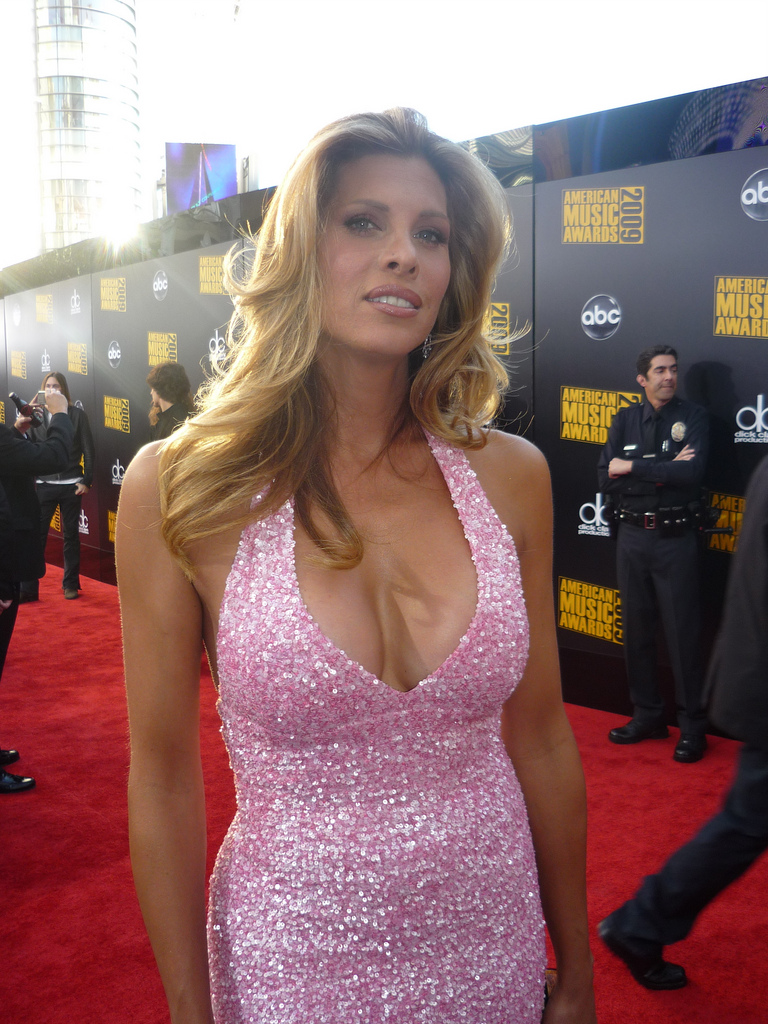
Candis Cayne en 2010.

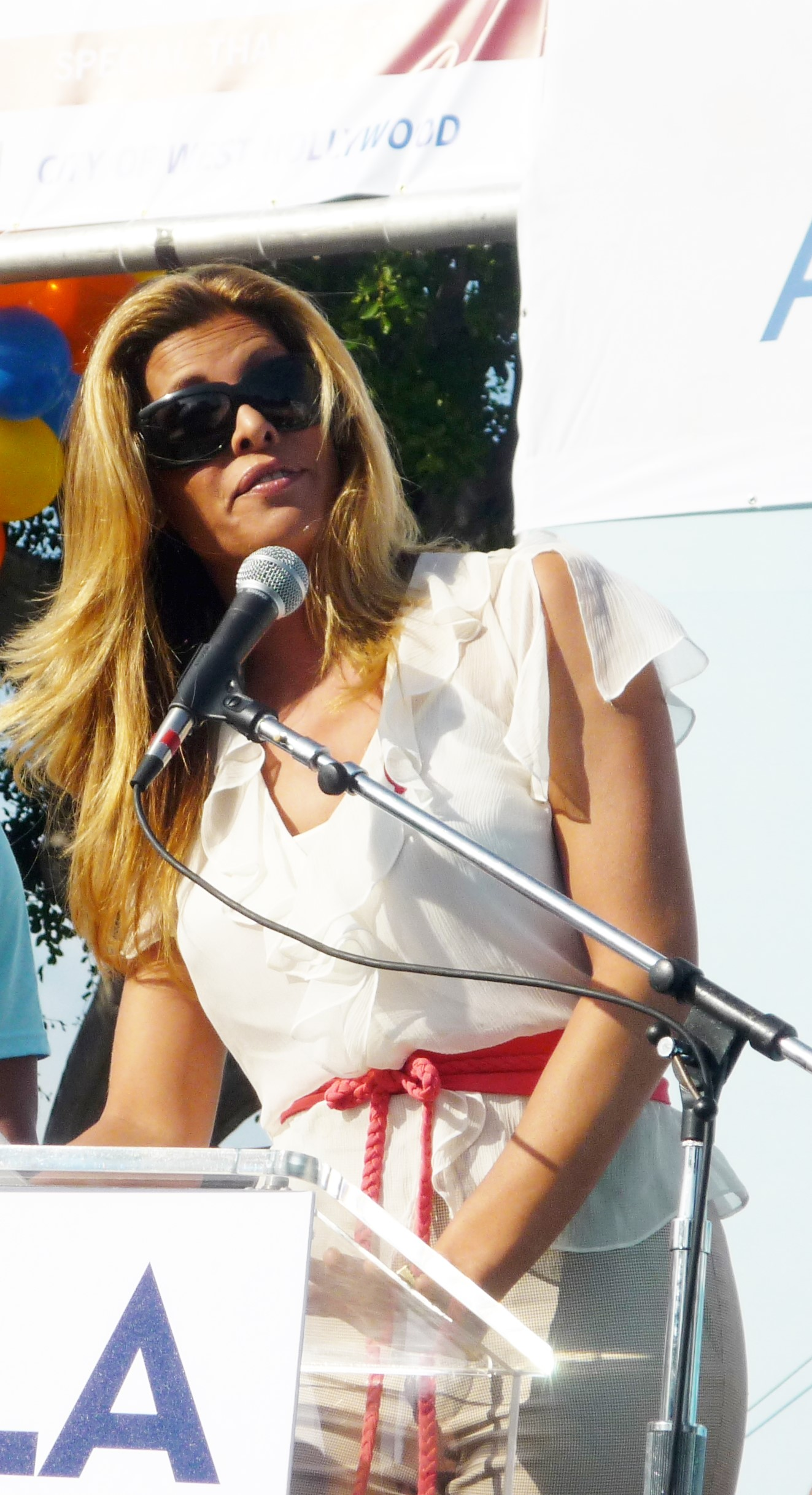
Candis Cayne en 2009.

Candis Cayne a déclaré : « J'essaie de ne pas être une porte-parole pour la communauté transgenre ; je veux simplement être regardée comme une personne vivante et heureuse. »

## Filmographie

### Cinéma
- 1994 : In the Closet (court-métrage)
- 1995 : Extravagances
- 1995 : Wigstock: The Movie
- 1995 : Stonewall
- 1996 : Always Something Better
- 1998 : Rose Mafia (Mob Queen)
- 1999 : Charlie!
- 2007 : Starrbooty
- 2008 : Libanesa Loira
- 2012 : Groom's Cake (court-métrage)

### Télévision
- 2003 : Milkshake
- 2007 : Les Experts : Manhattan (CSI: NY)
- 2008 : Sordid Lives: The Series
- 2008 : Dirty Sexy Money
- 2009 : Nip/Tuck
- 2010 : Drop Dead Diva
- 2011 : Necessary Roughness
- 2013 : Elementary
- 2015 : Les Feux de l'amour
- 2017 à ... : the Magicians
- 2017 à ... : Grey's Anatomy (Saison 14)

### Vidéoclip
- 1997 : A Little Bit of Love
- 1999 : No Scrubs
- 2006 : My Heart Belongs to Data

### Documentaire
- 2009 : Making The Boys
- 2020 : Disclosure